# SPEED STAR (GARNiDELiAの曲)
「SPEED STAR」（スピードスター）は、GARNiDELiAの楽曲で、6枚目のシングル。2017年6月14日にSACRA MUSICからリリースされた。

## 概要
GARNiDELiAとしては、通算6枚目のシングル。レコードレーベルをSACRA MUSICに移籍後、初のリリースとなった。
表題曲は、『劇場版 魔法科高校の劣等生 星を呼ぶ少女』の主題歌に起用された。
CDの販売形態は、通常盤、初回生産限定盤、期間生産限定盤の3種仕様で、初回生産限定盤と期間生産限定盤には表題曲のミュージックビデオを収録したDVDが付属する。

## 収録曲
（全作詞：MARiA、全作曲・編曲：toku）
通常盤・初回生産限定盤
1. SPEED STAR
2. Daiamond
3. Angel's ladder
4. SPEED STAR (Instrumental)

DVD(初回生産限定盤のみ）
1. SPEED STAR (Music Video)
2. 紫苑 (stellage Vol.v ＠ stellarball)
3. NEON NIGHT (stellage Vol.v ＠ stellarball)
4. 極楽浄土 (stellage Vol.v ＠ stellarball)

期間生産限定盤
1. SPEED STAR
2. Daiamond
3. Angel's ladder
4. SPEED STAR (Instrumental)

DVD
1. SPEED STAR (Music Video)